# 王宗賢 (明朝)
王宗贤（？—？），字淑颜，号省愚，山西太原府清源县軍籍，明朝政治人物。

## 生平
萬曆十三年（1585年）乙酉科山西鄉試舉人，二十六年（1598年）戊戌科進士。户部觀政，初授成都府推官，三十二年升户部云南司主事，监督南新仓，耗蠹一清，節剩以万计，为大司农赵所器重。三十六年改吏部验封司主事，三十七年典試河南，晉验封司员外、考功司郎中，三十九年回籍养病。四十一年起考功司郎中，四十二年升升陕西左参政，分巡鳳平道，以勞卒于官。